# Operace Hrozny hněvu
Operace Hrozny hněvu (hebrejsky: מבצע ענבי זעם) je kódové označení Izraelských obranných sil (Hizballáhem označovaná jako Dubnová válka) pro šestidenní vojenskou akci proti libanonskému teroristickému hnutí Hizballáh v roce 1996, která měla zastavit raketové ostřelování severního Izraele touto organizací. Izrael podnikl více než 1100 leteckých útoků a intenzivně oblast jižního Libanonu bombardoval. Při nešťastné nehodě bylo Izraelem při ostřelování zasaženo stanoviště OSN, při kterém zahynulo 118 libanonských civilistů. Sever Izraele byl zasažen na 639 raketovými útoky, které zasáhly zejména město Kirjat Šmona. Došlo také k několika střetům mezi Hizballáhem a Jiholibanonskou armádou spolupracující s Izraelem. Konflikt byl ukončen 27. dubna uzavřením příměří.